# Candace Bailey
Candace Bailey (20 de mayo de 1982) es una actriz estadounidense conocida por sus papeles en Nickelodeon, en la serie Jericho, y a partir de enero de 2011 como una coanfitriona de Attack of the Show!

## Biografía
Bailey interpretaba a Skylar Stevens en la serie Jericho desde 2006 hasta 2008. Antes de eso, estuvo en U-Pick Live desde 2002 hasta 2005 en Nickelodeon.
Otras apariciones en televisión incluyen episodios de Ghost Whisperer (enero de 2010, episodio 5.12), The Sopranos, Robot Chicken, As the World Turns, Slime Time Live, y como coanfitriona en un juego en un programa antes del Super Bowl 2004.
El 1 de enero de 2011, Bailey se unió a Kevin Pereira como su nueva coanfitriona de Attack of the Show!.
Bailey es una graduada de Gulf Breeze High School cerca de Pensacola, Florida. También asistió a Marymount Manhattan College en Nueva York.
Es una ex gimnasta olímpica junior.